# 西村 (広島県)
西村（にしむら）は、広島県沼隈郡にあった村。現在の尾道市、福山市の一部にあたる。

## 地理
- 河川：藤井川（元木頃川）[2]

## 歴史
- 1889年（明治22年）4月1日、町村制の施行により、沼隈郡西村が単独で村制施行し、西村が発足[1][2]。
- 1955年（昭和30年）2月1日、尾道市に編入され廃止[1][2]。

### 地名の由来
新荘が分割された際、本郷以西を西村、以東を東村と称したことによる。

## 産業
- 農業、畳表、養蚕[2]